# Gliptoteka HAZU
Gliptoteka Hrvatske akademije znanosti i umjetnosti specijalizirani je umjetnički muzej  i ustanova koja je je po svoj namjeni jedinstvena na području Hrvatske. 

## Povijest
Osnovana je 1937. godine na inicijativu i zalaganje Antuna Bauera kao Gipsoteka. Ustanova je utemeljena radi predstavljanja javnosti odljeva antičkog kiparstva kao i arhitektonske plastike hrvatske nepokretne spomeničke baštine. Ulaskom u sastav HAZU-a 1950. godine dolazi do promjene naziva u Gliptoteka. Gliptoteka danas čuva i izlaže najveću zbirku skulptura na području Hrvatske.

## Djelatnost
Djelatnost muzeja definirana je zakonodavstvom vezanom uz muzeje. Muzej radi na sustavnom sabiranju, čuvanju, restauriranju i konzerviranju, izlaganju te trajnoj zaštiti muzejske građe s područja nadležnosti muzeja.

## Građa
Građa Gliptoteke sastoji se između ostalog od sadrenih odljeva antičkog kiparstva te od gipsanih odljeva fragmenata nepokretnih spomenika hrvatske kulturne baštine od razdoblja 9. do 15. stoljeća. Muzejski fundus je od osnutka tijekom vremena obogaćen relevantnim i vrijednim djelima hrvatskog kiparstva 19. i 20. stoljeća. Stalan muzejski postav podijeljen je u sedam zbirki. Zbirke su pored prethodno dviju navedenih sljedeće: Zbirka sadrenih odljeva stećaka od 13. do 16. stoljeća, Zbirka sadrenih odljeva djela Jurja Dalmatinca, Zbirka kopija fresaka od 11. do 16. stoljeća te Zbirka medalja i plaketa. Muzejski fond je vrlo velik i sastoji se od 13.000 eksponata. U ustanovi se provodi digitalizacija građe po zbirkama.

## Galerija
- Zgrada Gliptoteke u Medvedgradskoj ulici u Zagrebu
- Višeslavova krstionica
- Rad Roberta Frangeša Mihanovića na zgradi Gliptoteke

## Vanjske poveznice
|  | Zajednički poslužitelj ima još gradiva o temi Gliptoteka HAZU |

- Mrežne stranice Gliptoteke HAZU  Arhivirana inačica izvorne stranice od 12. studenoga 2008. (Wayback Machine)
- Muzeji Hrvatske na internetu  Arhivirana inačica izvorne stranice od 13. veljače 2009. (Wayback Machine)